# Hygrochilus
Hygrochilus é um género botânico pertencente à família das orquídeas (Orchidaceae).